# 石渡洋司
石渡 洋司（いしわた ようじ）は、日本の漫画家・漫画原作者。
2008年現在は、『ヤングチャンピオン』（秋田書店）にて原作者として『デンドロバテス』を連載中。

## 作品リスト
- ユキオ（週刊ヤングサンデー、小学館）
- サバイバー-生残者-（ヤングチャンピオン、秋田書店）
- 刀真 -WAR IS OVER-（週刊少年チャンピオン　バトル増刊　バトリズム、秋田書店）
- フロンティア（チャンピオンRED、秋田書店）
- 青侠 ブルーフッド（原作：江戸川啓視、スーパージャンプ、集英社）
- デンドロバテス（作画：山根章裕、ヤングチャンピオン、秋田書店）

### 石渡洋二名義
- 刀真（週刊少年チャンピオン、秋田書店）